# Eublemma macrotephra
Eublemma macrotephra is een vlinder van de familie van de spinneruilen (Erebidae). De wetenschappelijke naam van deze soort is voor het eerst voorgesteld door Hermann Hacker in een publicatie uit 2019.
De soort komt voor in Ivoorkust, Nigeria en Kameroen.